# Ками Эндрюс
Ками Эндрюс (англ. Kami Andrews, род. 1 марта 1975 года, Флорида, США) — американская порноактриса, режиссёр и танцовщица.

## Биография
Эндрюс родилась в штате Флорида. Она вышла замуж в 18 лет, развелась в возрасте 28 лет в 2003 году, когда вошла в порноиндустрию.
В 2004 году получила премию XRCO Award за лучшую сцену группового секса за Baken Dozen, совместно с Мисси Монро и Джули Найт.
Была номинирована на AVN Awards в категориях «лучшая актриса» за видео Texas Asshole Massacre, «лучшая сцена анального секса» за Riot Sluts и «лучшая сцена мастурбации» за Cousin Stevie’s Pussy Party 10.
Её первая сцена двойного проникновения была в фильме 6 Black Sticks 1 White Trick 5.
Проживает в Питтсбурге, штат Пенсильвания.
По данным на 2020 год, Ками Эндрюс снялась в 157 порнофильмах и срежиссировала 3 порноленты.

## Премии и номинации
| Год  | Церемония  | Результат | Номинация                     | Работа                         |
| ---- | ---------- | --------- | ----------------------------- | ------------------------------ |
| 2004 | XRCO Award | Номинация | Superslut                     | н/д                            |
| 2004 | XRCO Award | Победа    | Лучшая сцена группового секса | Baker’s Dozen 2                |
| 2005 | AVN Awards | Номинация | Лучшая сцена анального секса  | Riot Sluts                     |
| 2006 | AVN Awards | Номинация | Лучшая актриса                | Texas Asshole Massacre         |
| 2006 | AVN Awards | Номинация | Лучшая сцена мастурбации      | Cousin Stevie’s Pussy Party 10 |